# سلینه برون لی
سلینه برون لی (انگلیسی: Celine Brun-Lie؛ زادهٔ ۱۸ مارس ۱۹۸۸) اسکی‌باز صحرانوردی اهل نروژ است.

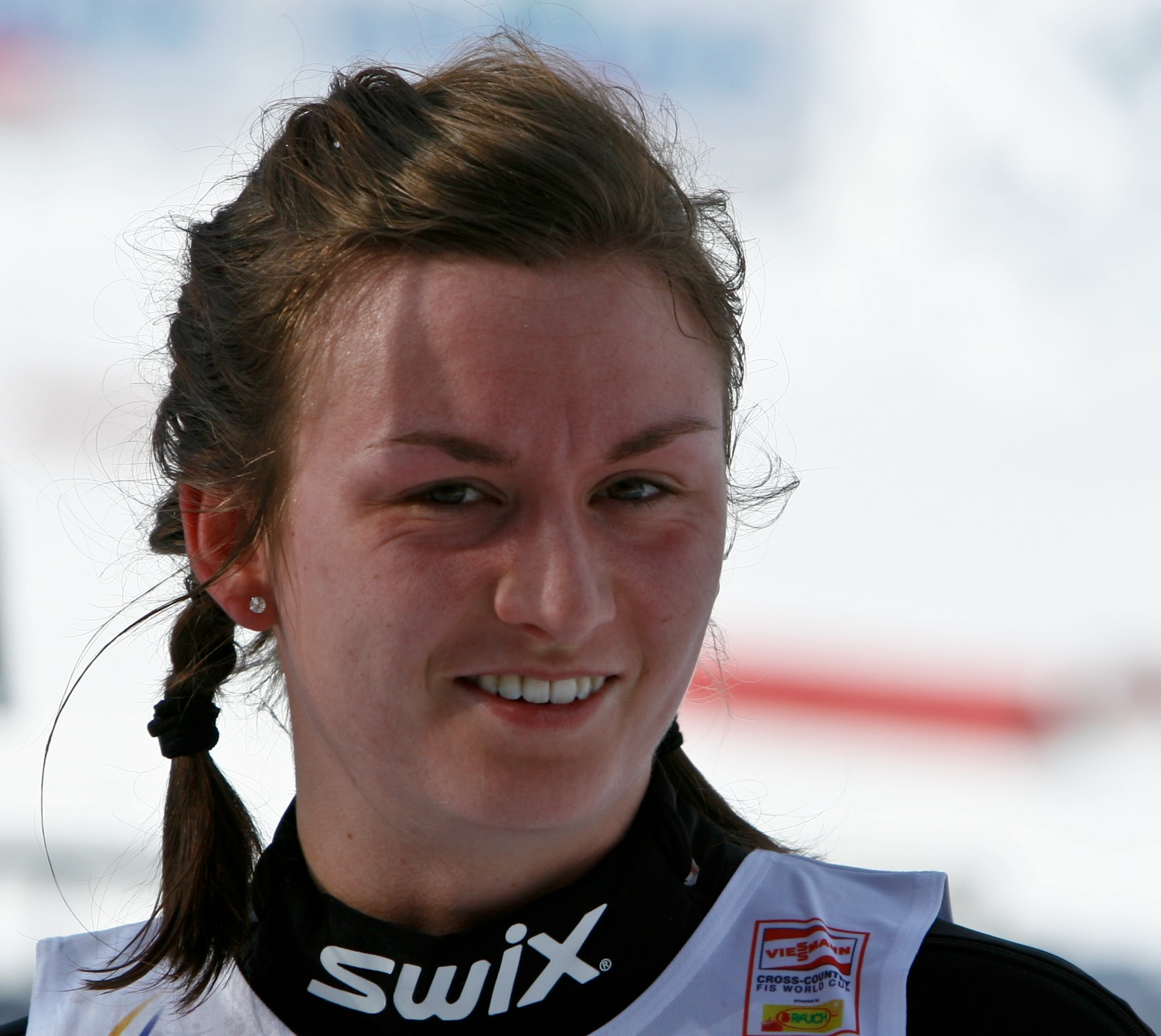
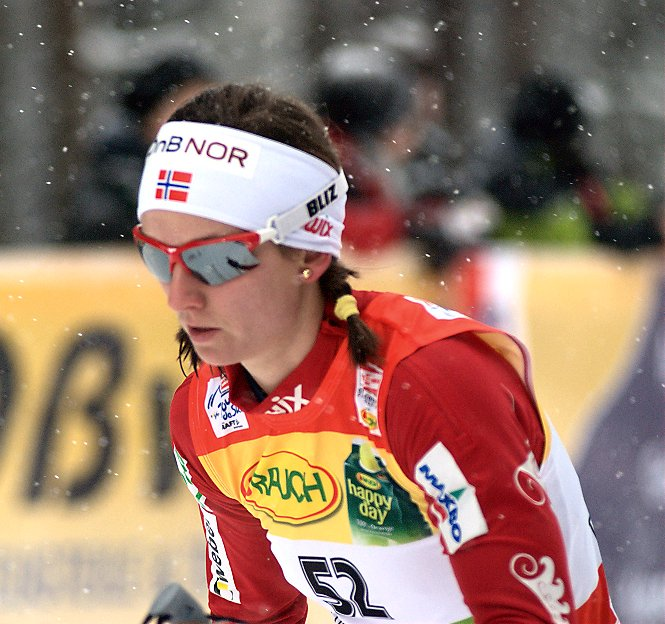